# 戰鎚40000：破曉之戰
《戰鎚40000：破曉之戰》（英語：Warhammer 40,000: Dawn of War）是 Relic Entertainment 替戰鎚40000開發的即時戰略遊戲，由THQ於2004年9月20日在北美發行。《破曉之戰》有3個資料片：2005年發行的《冬襲》、2006年的《暗黑聖戰》、2008年的《靈魂風暴》。續作《破曉之戰II》則在2009年2月發行。
《破曉之戰》的「年度遊戲版」（The Game of the Year edition）在2005年9月21日於美國釋出，9月23日在歐洲釋出，其中包含4張獨有的地圖。之後，年度遊戲版和《冬襲》集合成「黃金版」於2006年3月在美國（Gold Edition）發行。於2006年11月，《破曉之戰》及它的前兩個資料片結成「白金合集」（The Platinum Collection）在美國發行，在 PAL 地區則是以《破曉之戰》合集（Dawn of War Anthology）的形式發行。於2008年3月，所有《破曉之戰》一代的系列作品以「完整合集」（The Complete Collection）發行。

## 劇情
單人遊戲由帝國統治的塔爾塔羅斯星（Tartarus）上的動亂開始，該行星遭逢了歐克蠻人大規模的攻擊。當星界軍的布隆上校(Colonel Brom)和他的第37塔爾塔羅斯行星防衛軍團受到歐克蠻人大規模圍攻時，星際戰士血鴉戰團（Blood Ravens）第3連的兵士們即時空降並暫時地抵擋了歐克的攻擊。第3連由加百列‧安傑羅（Gabriel Angelos）率領，在接下來的幾場戰鬥中擊敗了歐克數次。安傑羅的老友智庫館長伊薩多‧艾奇歐（Isador Akios）在稍後加入了血鴉的行列，安傑羅發現混沌星際戰士似乎暗中蠢蠢欲動。審判官 末底改· 托夫( Inquisitor Mordecai Toth ) 接著出現，他告知安傑羅三天後一場「亞空間風暴」就會吞噬整顆星球，並命令他們與百姓們都得撤離，然而安傑羅堅持要調查混沌星際戰士在這裡的活動。
隨著戰事的進行，神靈族加入了戰局。血鴉戰團消滅了多數的神靈族戰士，他們領導先知 Macha 要安傑羅聽她的忠告，然而此時混沌巫師 Sindri Myr 趁機偷走了某個被稱為「鑰匙」（Key）的魔法物品，安傑羅從先知那裡知道這個物品會「顛覆這個世界」。安傑羅想要獲取更多資訊，先知則驚訝於他的無知——她告訴安傑羅，審判官有些事情沒有對他說明。
在和混沌軍團阿爾法軍團以及墮落的星界軍的戰鬥過後，安傑羅和伊薩多從審判官那裡知道這個世界被詛咒了，蘊藏了一顆名為「梅倫迪肯」（Maledictum）的石頭，惡魔封印在那石頭裡，而巫師奪走的鑰匙將讓混沌軍團得以解放惡魔。神靈族為了保護那顆石頭，不讓惡魔被釋出而戰。神靈族認為只有自己能不受混沌的影響。
然而，墮落的不只星界軍，伊薩多也墮落了，當血鴉和混沌領主 Bale 的軍隊對抗時，他偷走了梅倫迪肯，安傑羅最後和墮落的伊薩多對戰，並處決了這名老友。Sindri 之後利用石頭把自己變換成惡魔王子，血鴉和 Macha 先知領導的神靈族組成聯軍擊敗了 Sindri，安傑羅摧毀了石頭，神靈族指安傑羅此舉會毀了所有人，在短暫的交火後神靈族人撤退了。審判官和血鴉軍團撤離星球，不過安傑羅留在那裡。之後，恐虐邪神(Khorne)的惡魔出現了，由於這個星球原來是一個祭壇，已經有夠多人犧牲於星球上（包含 Bale、伊薩多和 Sindri 等人），成為釋放惡魔的獻祭，摧毀石頭不但沒有令惡魔死亡，反而讓他得以逃脫。惡魔感謝安傑羅釋放了他，但是他很快的就會把安傑羅和血鴉都殺掉，安傑羅在離開以前發誓要摧毀這個惡魔。

## 陣營
遊戲中包含了四個陣營：星際戰士、混沌星際戰士、歐克蠻人與神靈族。另外，與星際戰士同屬人類帝國軍隊的星界軍也在單人戰役中出現，不過並不是一支完整設定的陣營，只有部份部隊出現。
星際戰士是人類帝國的精英部隊，他們能夠應付各種戰鬥，雖然他們並不精於特定一種，但是他們可以依戰況調整、應對。星際戰士是《破曉之戰》裡最強大的遠程戰鬥軍隊。他們有最好的領導和士氣值。由於他們是精英，訓練士兵或生產載具的費用自然高於其他陣營，人數也相對地少。他們也擁有反惡魔武器。
混沌星際戰士是叛往邪神的星際戰士，基本上他們和以前的兄弟們很類似。他們能夠加入各種戰鬥，但不專精。他們的精英部隊人數可能比星際戰士的更貴、人數更少。他們有強大的惡魔，這是遊戲裡最強大的單一部隊。混沌星際戰士的武器射程較短，適於在戰場上衝鋒陷陣，不過需要後方的長程火力支援。當碰上反惡魔武器時他們會顯的格外脆弱。
歐克獸人是一支野蠻好戰的種族，他們長於近戰，不過射擊技巧奇差而且裝甲品質低劣。歐克的戰士人數眾多，而且相當強壯。他們的單位相對便宜，可以快速地補充。他們各自的士氣較低，但是聚成大軍時幾乎無所畏懼。
神靈族是宇宙裡極古老的種族，他們由精英部隊組成，各自專精於一種戰鬥，但是不擅長其他的戰鬥。他們有極高的攻擊火力，但是被攻擊時相當脆弱。他們有不錯的領導但是一般的士氣。他們有遊戲裡移動最快的重裝載具。

## 遊戲進行
和其他即時戰略遊戲比起來，《破曉之戰》有相當程度地差異。

### 資源
在資源採集上，《破曉之戰》主要使用的是一種「佔領資源點」的系統，玩家必須佔領地圖上特定的資源點以獲取該項資源。一旦該點被佔據以後，就會持續對所屬玩家提供資源。可採集的資源分為以下數類：軍備資源（Requisition）、電力資源（Power）與歐克資源（Ork Resource），可供佔領的資源點則有軍備點（Strategic Point）、重要地區（Critical Location）和遺跡（Relic）三種。
當玩家佔領了一個軍備點，該點就能持續提供軍備資源。電力資源的獲取則是透過興建發電機一類的建築。歐克資源是一種獨特的資源，只有歐克獸人需要這項資源，歐克玩家可以透過興建殖民地（Settlement）和「哇！」旗幟（Waaagh!Banner）獲取該資源。
重要地區和遺跡不同於軍備點，佔領重要地區同樣提供玩家軍備資源，而且速度比軍備點來的快，在某些多人遊戲中佔據重要地區是勝利條件之一。遺跡也能令玩家獲取軍備資源，特定的建築或強大的部隊需要在佔領遺跡以後才能建造。另外還有一種礦渣區（Slag Deposit），這種點無法佔領，不過玩家可以在其上興建大型發電機。
大部分的部隊都能佔領各種資源點，不過少數部隊，例如小隊隊長或載具就沒辦法佔領點。
即便玩家已經佔領了某個資源點，它還是有可能被敵人所奪走。為此玩家可以替重要地區以外的資源點興建加固性的監聽站（Listening Post），除非監聽站被敵火摧毀，否則敵人將不能奪取該點。監聽站也能加裝武器自衛。

### 部隊與建築
《破曉之戰》的部隊可分為兩種：步兵和載具。步兵通常以一個小隊為單位指揮，玩家不能像一般的戰略遊戲那樣只指揮其中一個士兵。一個小隊由數人組成，玩家隨時都可以替小隊增援新的士兵或替他們購買武器。除了增援一般士兵，在完成適當的基地升級以後就可以替某些小隊增設隊長。隊長通常戰力較佳，在小隊潰散時也能起穩定軍心的作用。某些特別的單位，例如星際戰士的醫護兵，是一個一個獨立訓練出來而非組成小隊。這些士兵可以選擇加入其他小隊協同作戰。
一個小隊除了有代表健康程度的生命值，還有代表心理狀態的士氣值。在戰鬥時，武器不只損傷生命值，也會減少士氣。一旦一個小隊士氣歸零，那麼他們就會「潰散」，潰散的部隊會有特別的標誌指出他們的狀態，他們能造成的傷害會降低，不過移動速度會增加，方便玩家讓他們撤退。
另一方面，玩家可以生產載具。載具包含了坦克、炮兵、機甲等部隊。載具通常有強大的武器，而且不會受士氣影響（他們沒有士氣值）。載具通常不組成小隊，而是以個體的方式讓玩家指揮。除了戰鬥性質的載具，遊戲也有運兵車可以生產，可以讓部隊快速抵達戰場。如果使用反載具武器以外的手段攻擊載具，通常效率很差。另一方面，飛彈、炸彈、雷射等反載具武器可以對載具造成嚴重的傷害。
步兵和載具分別有各自的數量上限，玩家可以透過各種方式提昇上限（依陣營而定），不過最後還是會有極限。
在建築方面，玩家一開始會有一棟作為總部的主建築以及建築工，基地可以生產最基本的部隊，建築工則可以擴充基地。除了總部、監聽站和一些特別的建築以外，一棟建築只能蓋在控制區（Control Zone）之中，總部周遭是控制區，玩家可以在非控制區的地方興建新的總部以擴充控制區，監聽站周遭也會成為控制區。透過升級主建築和建造特定設施，玩家可以建造新部隊、研發新科技或配置新的武器給部隊。防禦性的炮塔或地雷可以配置在基地週邊以保護基地。

### 戰鬥
一個部隊戰鬥的方式有兩種：射擊或近戰。射擊是大部分部隊採用的方式，然而不少武器會受限於地形而無法發揮完全的威力。近戰如字面上地，就是衝到敵人前面，以刀、劍甚至拳頭進行戰鬥。在近戰的時候，部隊將無法使用他們的槍枝，因此當敵人配備了強大的射擊武器時，與他進行格鬥會使他失去火力的優勢。步兵隨時都可以選擇射擊或格鬥，配備近戰武器的部隊在格鬥時能發揮較大的殺傷力，只有槍枝的部隊除了以手上的槍敲人以外就沒有更好的選擇了（當然，他可以想辦法拉開距離進而使用槍枝）。相對而言，載具明顯不能近戰，當一輛坦克被近戰時，他還是只能使用他的火炮。各種機甲則是例外，他們和步兵一樣可以以這兩種方式戰鬥，而且有不錯的近戰表現。
此外，在射擊時，各種地形或掩蔽物會對武器的火力造成影響。掩蔽分三類：輕掩體、重掩體和負掩體。輕掩體會減慢部隊的移動速度，不過也能減緩敵火的殺傷力，例子是矮樹叢。重掩體大致和輕掩體相同，不過效果更強，樹林是重掩體的一種。負掩體在減少部隊移動力的同時也會增加敵火的殺傷力，及膝的河水是一個例子。

## 資料片與後續系列
《破曉之戰》的第一張資料片：《冬襲》在2005年發行，其中加入了星界軍陣營，故事的主軸主要在於羅恩五號星（Lorn V）上的死靈族復甦以及損壞的巨型機器人泰坦。2006年的《暗黑聖戰》則有了鈦星人和死靈族參戰，玩家由7個種族中擇一在克羅諾斯（Kronus）行星上爭奪領土。《破曉之戰》2008年的獨立資料片《靈魂風暴》引入了戰鬥修女和暗黑神靈族，9個種族將爭奪考拉瓦太陽系（Kaurava）的領導權。
在2009年，《破曉之戰II》發行，作為《破曉之戰》的二代，遊戲的許多要素都改變了，不過有相當好的評價。

## 評價
| 汇总媒体     | 得分                |
| ------------ | ------------------- |
| GameRankings | 87%（基於65份評論） |
| Metacritic   | 86%（基於51份評論） |

| 媒体                  | 得分         |
| --------------------- | ------------ |
| Game Informer         | 9.25/10      |
| GamePro               | 5/5          |
| GameSpot              | 8.8/10       |
| GameSpy               | [ 8 ]        |
| IGN                   | 8.8/10       |
| PC Gamer英国          | 91%          |
| Computer Gaming World | 4.5 out of 5 |

遊戲釋出之後，對《破曉之戰》的評價幾乎都是正面的。遊戲最常因為其多樣且平衡的陣營與單位、極好的畫面表現（尤其是單位動畫的高品質）、以及使用者介面而受到好評。游戏火爆的开场动画更是被多家游戏网站评为最佳动画之一。
IGN下了對遊戲最早的評論之一，其中把遊戲評分為8.8/10，並特別地稱讚了畫面和動畫細節的層級。他們也稱讚衝突戰和多人遊戲是遊戲最棒的部份之一。Gamespot也下了相似的結論，尤其在讚美遊戲的畫面表現和語音。
相反地，遊戲一個遭致批評的地方是單人遊戲戰役，許多評論者認為它太短而且缺乏挑戰性。另一項受批評的點是在遊戲進行上缺乏原創性。然而這些都被認為是小缺點，IGN總結道：「雖然關於遊戲進行的任何事情都不會真正地讓任何人驚訝（雖然小隊可以增援這點非常棒），但這都無關緊要......Relic做了一個絕佳的娛樂遊戲。」法國網站 Jeux PC（字面意義為「PC遊戲」）評分為16/20，尤其稱讚使用者介面的簡潔和戰鬥的緊湊。德國評論者 Daniel Matschijewsky 評為83/100，主要稱讚使用者介面和聲音，但認為戰役和AI的表現較差。
總體而言，《破曉之戰》受的評價很好，在 Metacritic 受到了86/100的綜合分數，而 Game Rankings 上則是87/100。

## 外部連結
- （英文）《破曉之戰》官方網站 （页面存档备份，存于）